# Liste der Einträge im National Register of Historic Places im Effingham County (Illinois)

Lage des Effingham County in Illinois

Die Liste der Einträge im National Register of Historic Places im Effingham County in Illinois führt alle Bauwerke und historischen Stätten im Effingham County auf, die in das National Register of Historic Places aufgenommen wurden.
| [ 2 ] | Name                        | Bild                        | Eintragsdatum        | Lage                                                  | Ort       | Beschreibung |
| ----- | --------------------------- | --------------------------- | -------------------- | ----------------------------------------------------- | --------- | ------------ |
| 1     | Effingham County Courthouse | Effingham County Courthouse | 1985 ID-Nr. 85002304 | 110 East Jefferson Street 39° 7′ 18″ N, 88° 32′ 28″ W | Effingham |              |
| 2     | Dr. Charles M. Wright House | Dr. Charles M. Wright House | 1986 ID-Nr. 86001018 | 3 West Jackson Street 39° 3′ 57″ N, 88° 44′ 53″ W     | Altamont  |              |